# Præsidentvalget i USA 1972
Præsidentvalget i USA 1972 var det 47. præsidentvalg i USA's historie.
Valget blev afholdt tirsdag den 7. november 1972. Den siddende præsident Richard Nixon vandt over den demokratiske senator George McGovern. Nixon vandt 520 valgmænd mod McGoverns 17 valgmænd. Hans overbevisende sejr var den største i amerikansk historie, indtil valget i 1984, hvor Ronald Reagan vandt over Walter Mondale med 525 valgmænd.
 Der er for få eller ingen kildehenvisninger i denne artikel, hvilket er et problem. Du kan hjælpe ved at angive troværdige kilder til de påstande, som fremføres i artiklen.